# Tommy Ladnier

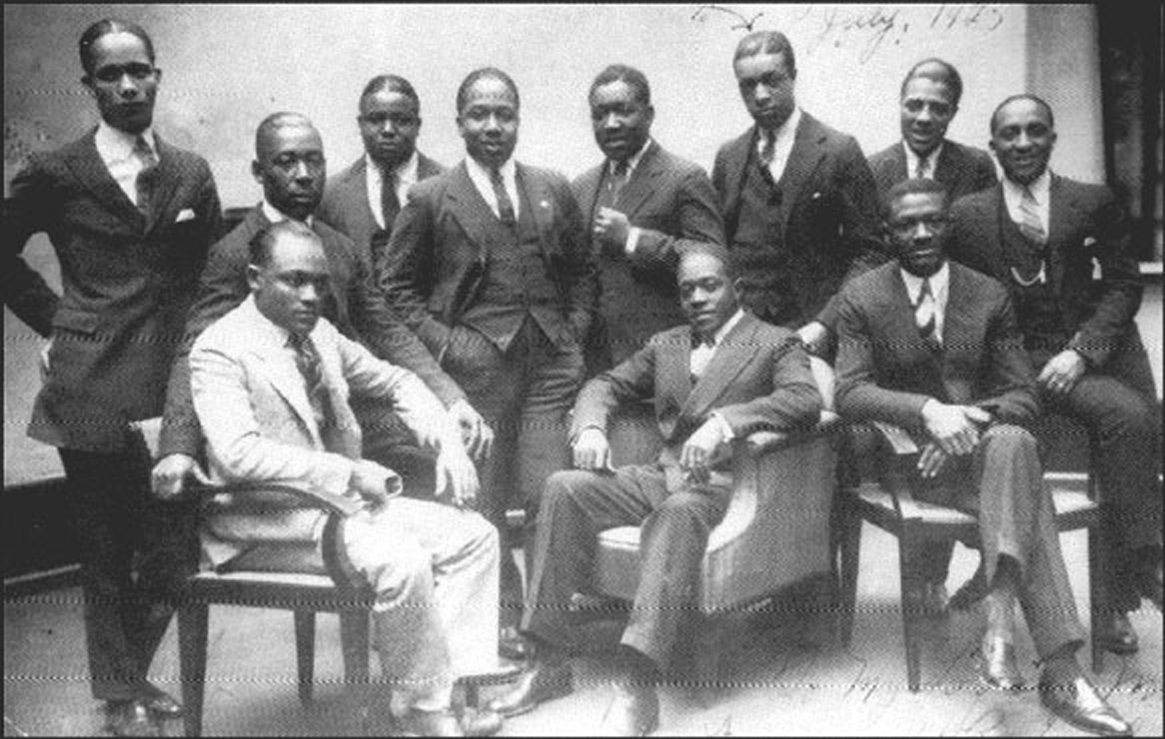
Tommy Ladnier (ganz links außen sitzend) zusammen mit Sam Wooding und seinem Orchester 1925

Thomas J. „Tommy“ Ladnier (* 28. Mai 1900 in Florenceville, Louisiana; † 4. Juni 1939 in New York City) war ein US-amerikanischer Jazz-Trompeter. In seiner berühmten, aber auch notorisch unzuverlässigen Autobiographie Really The Blues bezeichnet ihn der Klarinettist Mezz Mezzrow als „second only to Louis Armstrong“. Mag diese Aussage auch überzogen sein, so gilt Ladnier doch zu Recht als einer der bedeutendsten Stilisten seines Instruments im traditionellen Jazz.

## Leben
Ladnier wurde in Florenceville im US-Bundesstaat Louisiana geboren, kam aber schon als Jugendlicher in die „Wiege des Jazz“, also nach New Orleans. Wie viele junge Musiker seiner Generation verließ er die Stadt nach der Schließung des Vergnügungsviertels Storyville 1917, um Karriere in der Metropole Chicago zu machen. Dort fuhr er fort, seinen Stil anhand seiner Vorbilder Bunk Johnson und King Oliver zu formen, und nahm 1923 zum ersten Mal an Plattenaufnahmen teil, u. a. mit Ida Cox, Monette Moore, Jelly Roll Morton und Ollie Powers.
Im gleichen Jahr übersiedelte Ladnier nach New York, um sich der Big Band von Fletcher Henderson anzuschließen. Über dieses außerordentlich renomméeträchtige Engagement fand er 1925 seinen Weg in die elfköpfige Band des Pianisten Sam Wooding, die sich zu diesem Zeitpunkt anschickte, die Revue Chocolate Kiddies auf ihrer Europa-Tournee zu begleiten. Während des Berlin-Gastspiels hörte unter anderem auch der junge Alfred Lion, der spätere Gründer des stilbildenden Labels Blue Note Records, den amerikanischen Virtuosen.
Im Verlauf der späteren 1920er und 1930er Jahre spielte Ladnier abwechselnd in den Bands von Henderson, Wooding und Noble Sissle, mit denen er jeweils immer wieder in Europa gastierte. Dabei entstanden auch Aufnahmen für das Label Swing. Seine größten musikalischen (und kommerziellen) Erfolge feierte er jedoch Mitte der 30er Jahre mit den New Orleans Feetwarmers, die er zusammen mit dem Saxophonisten und Klarinettisten Sidney Bechet leitete.
Im Alter von nur 39 Jahren starb Tommy Ladnier in New York an einem Herzinfarkt.